# Giuseppina Teresa di Lorena-Armagnac
Maria Giuseppina Teresa (Marie Joséphine Thérèse) di Lorena, ricordata come Joséphine de Lorraine (Versailles, 26 agosto 1753 – Torino, 9 febbraio 1797), fu una principessa della Casa di Lorena per nascita, e principessa di Carignano per matrimonio. Fu la nonna paterna di Carlo Alberto di Savoia, dal quale discende l'attuale Casa Savoia.

## Biografia

### Infanzia

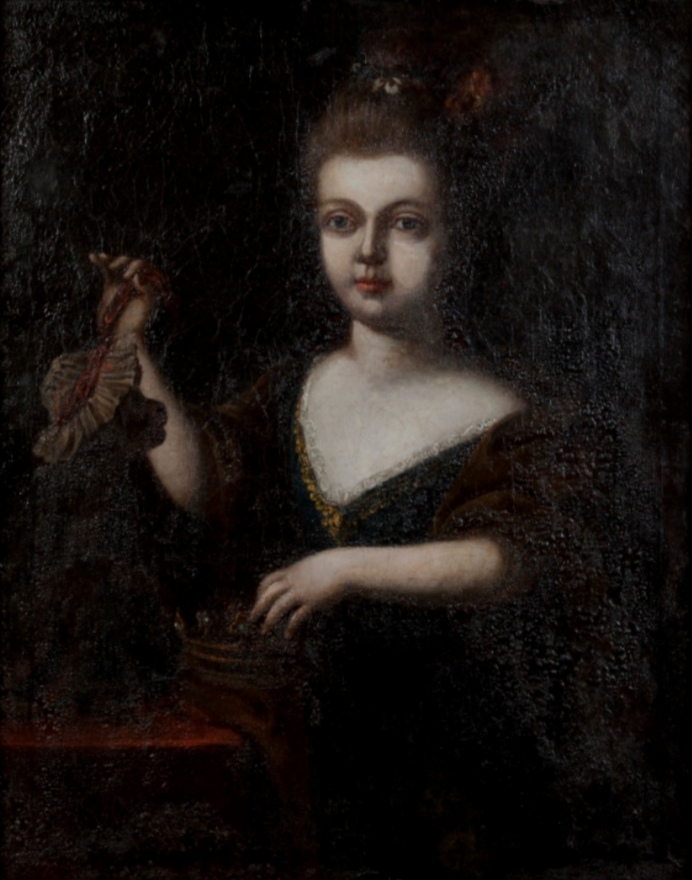
Josephine Thérèse de Lorraine-Armagnac ritratta in tenera età nel 1760

Maria Giuseppina Teresa di Lorena, figlia di Luigi Carlo di Lorena, principe di Lambesc, pronipote di Enrico di Lorena, nacque secondogenita di quattro figli. Suo padre era esponente della Casata dei Guisa, ramo cadetto del Casato di Lorena inglobata nella Casa d'Asburgo quando l'ultimo erede maschio sposò Maria Teresa d'Austria.
Quale discendente della Casata dei Guisa, Giuseppina ebbe diritto al titolo di Sua Altezza. Sua madre discendeva dal Casato di Rohan, una delle più potenti famiglie di Francia.
I suoi fratelli furono:
- Carlo Eugenio di Lorena, principe di Lambesc (25 settembre 1751 – 11 novembre 1825), ambasciatore austriaco che accompagnò Maria Antonietta in Francia nel 1770; morì dopo due matrimoni senza eredi;
- Anna Carlotta di Lorena, Mademoiselle de Brionne (11 novembre 1755 – 22 maggio 1786), nubile;
- Giuseppe di Lorena (23 giugno 1759 – 29 marzo 1812).

### Matrimonio

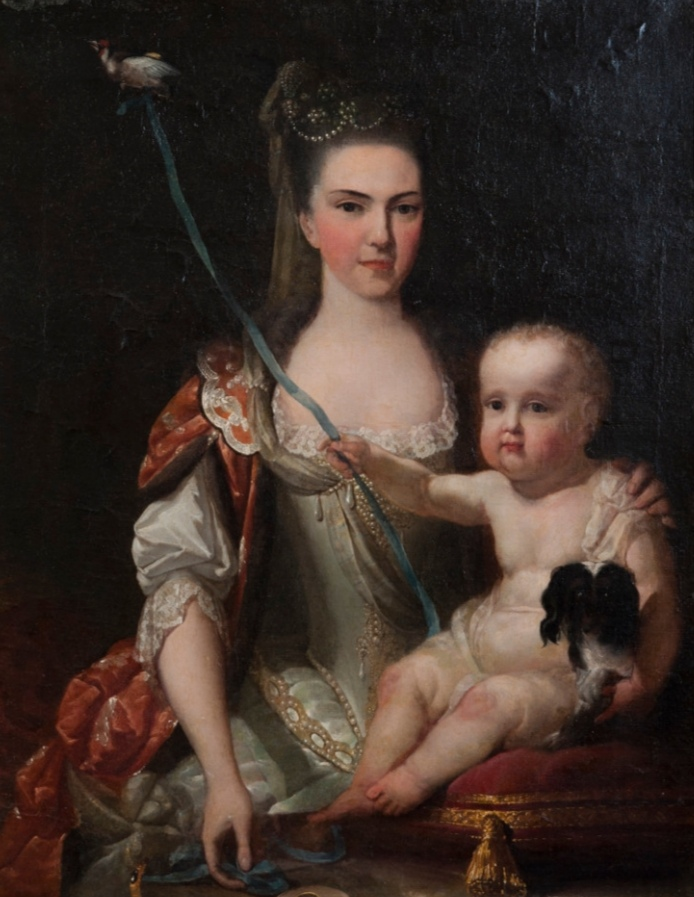
Giuseppina Teresa di Lorena ritratta con il figlio Carlo Emanuele da Giuseppe Duprà nel 1771

Unica tra i suoi fratelli ad avere figli, il 18 ottobre 1768 sposò il principe Vittorio Amedeo II di Savoia-Carignano, la coppia diede alla luce un erede esattamente due anni dopo il matrimonio: a Torino il 24 ottobre 1770 nacque Carlo Emanuele di Savoia-Carignano.
Fu instancabile viaggiatrice, autrice di romanzi (mai pubblicati) vicina alle idee illuministiche, promosse salotti letterari e incontri filosofici su temi di giustizia sociale e religione.
Promosse la trasformazione del parco del Castello Reale di Racconigi, affidando la direzione dei lavori al Pregliasco.

### Morte

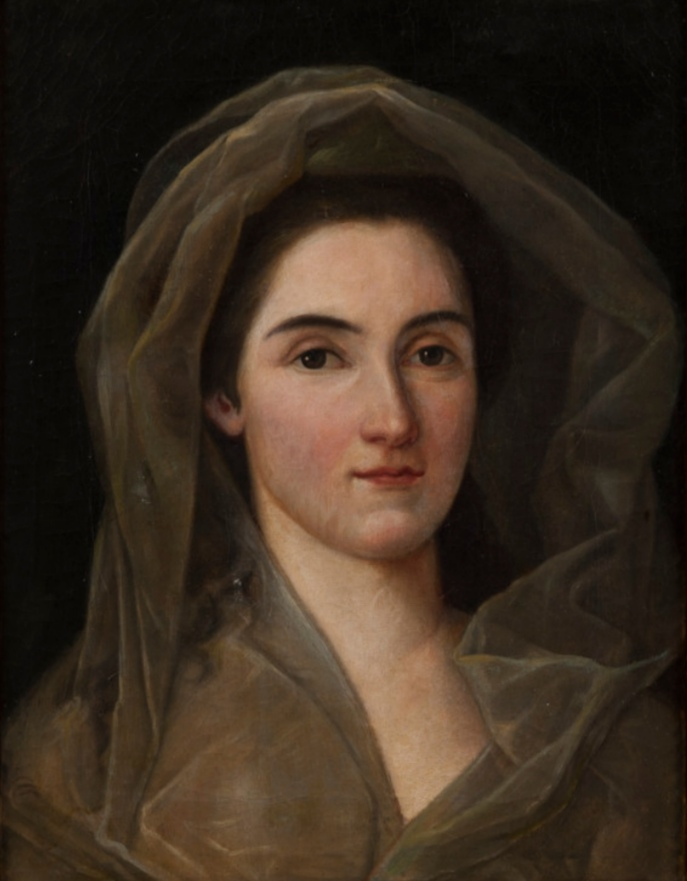
La principessa Giuseppina Teresa di Carignano ritratta da Michele Gallo nel 1797

Giuseppina morì a Torino a Palazzo Carignano, residenza dei Principi di Carignano, all'età di 43 anni nel 1797.
Fu sepolta nella Cattedrale di Torino fino al 1816 quando venne trasportata nella Basilica di Superga durante il regno di Vittorio Emanuele I di Sardegna.

## Ascendenza
|                                              |                                           |                                                                       | Genitori                                              |  |  | Nonni |  |  | Bisnonni                |  |  | Trisnonni               |  |
|                                              |                                           |                                                                       |                                                       |  |  |       |  |  | Henri, conte di Brionne |  |  | Louis, conte d'Armagnac |  |
|                                              |                                           |                                                                       |                                                       |  |  |       |  |  | Henri, conte di Brionne |  |  | Louis, conte d'Armagnac |  |
|                                              |                                           | Catherine de Neufville                                                |                                                       |  |  |       |  |  | Henri, conte di Brionne |  |  |                         |  |
| Louis, principe di Lambesc                   |                                           |                                                                       |                                                       |  |  |       |  |  | Henri, conte di Brionne |  |  |                         |  |
|                                              |                                           | Marie-Madeleine d'Espinay                                             | Louis, marchese d'Espinay                             |  |  |       |  |  |                         |  |  |                         |  |
|                                              |                                           | Marie-Madeleine d'Espinay                                             | Louis, marchese d'Espinay                             |  |  |       |  |  |                         |  |  |                         |  |
|                                              |                                           | Marie-Madeleine d'Espinay                                             | Marie Françoise de Cousin                             |  |  |       |  |  |                         |  |  |                         |  |
| Louis-Charles, principe di Lambesc           |                                           | Marie-Madeleine d'Espinay                                             |                                                       |  |  |       |  |  |                         |  |  |                         |  |
|                                              |                                           | Jacques Henri II de Durfort, duca di Duras                            | Jacques Henri de Durfort, duca di Duras               |  |  |       |  |  |                         |  |  |                         |  |
|                                              |                                           | Jacques Henri II de Durfort, duca di Duras                            | Jacques Henri de Durfort, duca di Duras               |  |  |       |  |  |                         |  |  |                         |  |
|                                              |                                           | Jacques Henri II de Durfort, duca di Duras                            | Marguerite Félice de Lévis                            |  |  |       |  |  |                         |  |  |                         |  |
| Jeanne Henriette de Durfort                  |                                           | Jacques Henri II de Durfort, duca di Duras                            |                                                       |  |  |       |  |  |                         |  |  |                         |  |
|                                              |                                           | Louise Madeleine Eschalard de La Marck, contessa di Braine e Serignan | Henri-Robert II Eschalard, conte di La Marck e Braine |  |  |       |  |  |                         |  |  |                         |  |
|                                              |                                           | Louise Madeleine Eschalard de La Marck, contessa di Braine e Serignan | Henri-Robert II Eschalard, conte di La Marck e Braine |  |  |       |  |  |                         |  |  |                         |  |
|                                              |                                           | Louise Madeleine Eschalard de La Marck, contessa di Braine e Serignan | Jeanne de Saveuse-Bouquainville                       |  |  |       |  |  |                         |  |  |                         |  |
| Marie Joséphine Thérèse de Lorraine-Armagnac |                                           | Louise Madeleine Eschalard de La Marck, contessa di Braine e Serignan |                                                       |  |  |       |  |  |                         |  |  |                         |  |
|                                              | Charles III de Rohan, principe di Guéméné | Charles II de Rohan, principe di Guéméné                              |                                                       |  |  |       |  |  |                         |  |  |                         |  |
|                                              | Charles III de Rohan, principe di Guéméné | Charles II de Rohan, principe di Guéméné                              |                                                       |  |  |       |  |  |                         |  |  |                         |  |
|                                              | Charles III de Rohan, principe di Guéméné | Jeanne-Armande de Schomberg                                           |                                                       |  |  |       |  |  |                         |  |  |                         |  |
| Charles de Rohan, principe di Rochefort      | Charles III de Rohan, principe di Guéméné |                                                                       |                                                       |  |  |       |  |  |                         |  |  |                         |  |
|                                              |                                           | Charlotte-Élisabeth de Cochefilet                                     | Charles de Cochefilet de Vaucelas, conte di Vauvineux |  |  |       |  |  |                         |  |  |                         |  |
|                                              |                                           | Charlotte-Élisabeth de Cochefilet                                     | Charles de Cochefilet de Vaucelas, conte di Vauvineux |  |  |       |  |  |                         |  |  |                         |  |
|                                              |                                           | Charlotte-Élisabeth de Cochefilet                                     | Françoise-Angélique Aubéry                            |  |  |       |  |  |                         |  |  |                         |  |
| Louise-Julie-Constance de Rohan-Rochefort    |                                           | Charlotte-Élisabeth de Cochefilet                                     |                                                       |  |  |       |  |  |                         |  |  |                         |  |
|                                              |                                           | Eugène Marie de Béthisy, marchese di Mézières                         | Charles de Béthisy                                    |  |  |       |  |  |                         |  |  |                         |  |
|                                              |                                           | Eugène Marie de Béthisy, marchese di Mézières                         | Charles de Béthisy                                    |  |  |       |  |  |                         |  |  |                         |  |
|                                              |                                           | Eugène Marie de Béthisy, marchese di Mézières                         | Anne de Perdrier                                      |  |  |       |  |  |                         |  |  |                         |  |
| Éléonore-Eugénie de Béthisy de Mézières      |                                           | Eugène Marie de Béthisy, marchese di Mézières                         |                                                       |  |  |       |  |  |                         |  |  |                         |  |
|                                              |                                           | Eléonore Oglethorpe                                                   | Theophilus Oglethorpe                                 |  |  |       |  |  |                         |  |  |                         |  |
|                                              |                                           | Eléonore Oglethorpe                                                   | Theophilus Oglethorpe                                 |  |  |       |  |  |                         |  |  |                         |  |
|                                              |                                           | Eléonore Oglethorpe                                                   | Eleanor Wall                                          |  |  |       |  |  |                         |  |  |                         |  |
|                                              |                                           | Eléonore Oglethorpe                                                   |                                                       |  |  |       |  |  |                         |  |  |                         |  |